# 崙子頂 (屏東縣)
崙子頂，原寫為崙仔頂，是台灣屏東縣潮州鎮的一個傳統地域名稱，位於該鎮東南部。相較於今日行政區，其範圍大致包括泗林里西南部邊界地帶的中段及東段、崙東里不含西北端及東南端、九塊里東北部。
本地區境內主要聚落為崙仔頂、鳳尾新村、東岸、崙東社區，設有潮東國小。

## 歷史
台灣日治初期，崙子頂地區為一街庄，稱為「崙仔頂庄」（舊制街庄），隸屬於港東上里。該庄昔日西北與潮州庄為鄰，東北與四林庄、佳佐庄為鄰，東南邊及南邊為糞箕湖庄，西南邊為檨仔腳庄。
1901年（日治明治三十四年）11月11日，全台廢縣廳改設二十廳，該庄隸屬於阿猴廳。1904年（明治三十七年）4月15日，該庄編入「潮州區」，隸屬於阿猴廳。1905年（明治三十八年）4月1日，阿猴廳改稱「阿緱廳」。1909年（明治四十二年）10月25日，全台合併二十廳為十二廳，潮州區仍隸屬於阿緱廳。1920年（大正九年）10月1日，全台地方制度大改正，廢十二廳改設五州二廳，該庄改制並雅化為「崙子頂」大字，隸屬於高雄州潮州郡潮州街（新制街庄）。
戰後潮州街改制為潮州鎮，隸屬於高雄縣，大字亦改制為里。1950年（民國39年）10月1日，高、屏分治，潮州鎮改隸屬於屏東縣。
相較於今日行政區，本地區的範圍大致包括泗林里西南部邊界地帶的中段及東段、崙東里不含西北端及東南端、九塊里東北部。

## 聚落
本地區發展較早的聚落為崙仔頂、東岸，在日治期初期的官方地圖上已有記載。此外，本地區尚有鳳尾新村、崙東社區等聚落。

## 交通
縣道187乙線是萬巒至海坪的道路，經過本地區的崙仔頂聚落東側、東岸聚落西側、崙東社區聚落西側。由該道路東北行可前往萬巒鄉，並止於萬巒市區的縣道187號路口；西南行（大方向，當地先向東南行）可前往新埤鄉、南州鄉、東港鎮，並止於內關帝地區海坪聚落的縣道187號路口。
鄉道屏77線是潮州至萬安的道路，經過本地區西南部邊界地帶。該道路在本地區有部分路段與鄉道屏114線共線。
鄉道屏114線是旗杆厝至新開寮的道路，經過本地區的崙東社區、東岸、鳳尾新村等聚落。該道路在本地區有部分路段與鄉道屏77線共線，另有部分路段與縣道187乙線共線。
鄉道屏114-1線是鳳尾新村至玉環新村的道路，其西北側端點（起點）位於本地區中部略偏東南的鄉道屏114線路口。

## 學校
- 潮東國小